# Pieter Hilhorst
Pieter Hilhorst (Voorburg, 7 maart 1966) is een Nederlands politicus, politicoloog en publicist. Van 28 november 2012 tot 20 maart 2014 was hij wethouder van financiën, onderwijs en jeugdzorg van Amsterdam, als opvolger van Lodewijk Asscher die minister van Sociale Zaken en Werkgelegenheid en vicepremier was geworden in het kabinet-Rutte II. Als publicist schreef hij columns voor de Volkskrant en was hij programmamaker en ombudsman bij de VARA.

## Levensloop
Hilhorst studeerde politicologie aan de Universiteit van Amsterdam. Als dienstweigeraar werkte hij vervolgens bij Studium Generale Maastricht. Daarna was hij verbonden aan de Amsterdamse school voor Sociaal Wetenschappelijk Onderzoek, verbonden aan de Universiteit van Amsterdam. Hierop werd hij actief als publicist, hij presenteerde programma's voor de IKON, LLiNK en de VARA. Voor de laatste omroep presenteerde hij het programma De Ombudsman. Daarnaast schreef hij columns in de Volkskrant en publiceerde hij essays, artikelen, boeken en theaterteksten.
Naar aanleiding van het vertrek van Lodewijk Asscher als wethouder in Amsterdam wegens het aanvaarden van de functie van minister van Sociale Zaken en Werkgelegenheid en vicepremier in het kabinet-Rutte II kwam er in Amsterdam een vacature als wethouder. Hilhorst werd namens de PvdA voorgedragen om deze functie te gaan vervullen. Op 28 november 2012 werd hij als wethouder geïnstalleerd. Hij kreeg de portefeuilles financiën, onderwijs en jeugd.
Als wethouder kreeg Hilhorst kritiek toen de gemeente Amsterdam in december 2013 per abuis 188 miljoen euro aan woonkostenbijdragen overmaakte aan negenduizend Amsterdammers. Dit was honderdmaal zo veel als de bedoeling was doordat binnen het ambtelijk apparaat een komma verkeerd was ingevuld. Hilhorst heeft inmiddels het grootste gedeelte van dit bedrag teruggekregen in de gemeentekas. De uiteindelijke schade voor de gemeente wordt naar verwachting 1,5 miljoen euro.
Hilhorst was lijsttrekker van zijn partij bij de gemeenteraadsverkiezingen in maart 2014. Een dag na het grote zetelverlies van de PvdA bij die verkiezingen maakte hij zijn aftreden bekend als wethouder en plaatselijk partijleider.
Na de gemeenteraadsverkiezingen in maart 2018 werd Hilhorst aangesteld als informateur in de gemeente Alphen aan den Rijn.